# Electronic Music Studios
Electronic Music Studios (EMS) es una empresa de sintetizadores formada en Putney, Londres en 1969 por Peter Zinovieff, Tristram Cary y David Cockerell. Ahora tiene su sede en Ladock, Cornualles.

## Fundadores
Los socios fundadores tenían una amplia experiencia tanto en electrónica como en música. Cockerell, quien fue el principal diseñador de equipos de EMS en sus primeros años, era ingeniero electrónico y programador informático. A mediados de la década de 1960, Zinovieff había formado el grupo de música electrónica Unit Delta Plus con Delia Derbyshire y Brian Hodgson del BBC Radiophonic Workshop. Cary fue un destacado compositor y pionero de la música electrónica; fue una de las primeras personas en el Reino Unido en trabajar en el campo de la música concreta y construyó uno de los primeros estudios de música electrónica del país; También trabajó ampliamente en cine y televisión, componiendo música para numerosas producciones de Ealing Studios y Hammer Films, y es muy conocido por su trabajo en Doctor Who de la BBC, en particular en la serie clásica The Daleks.

## VCS 3

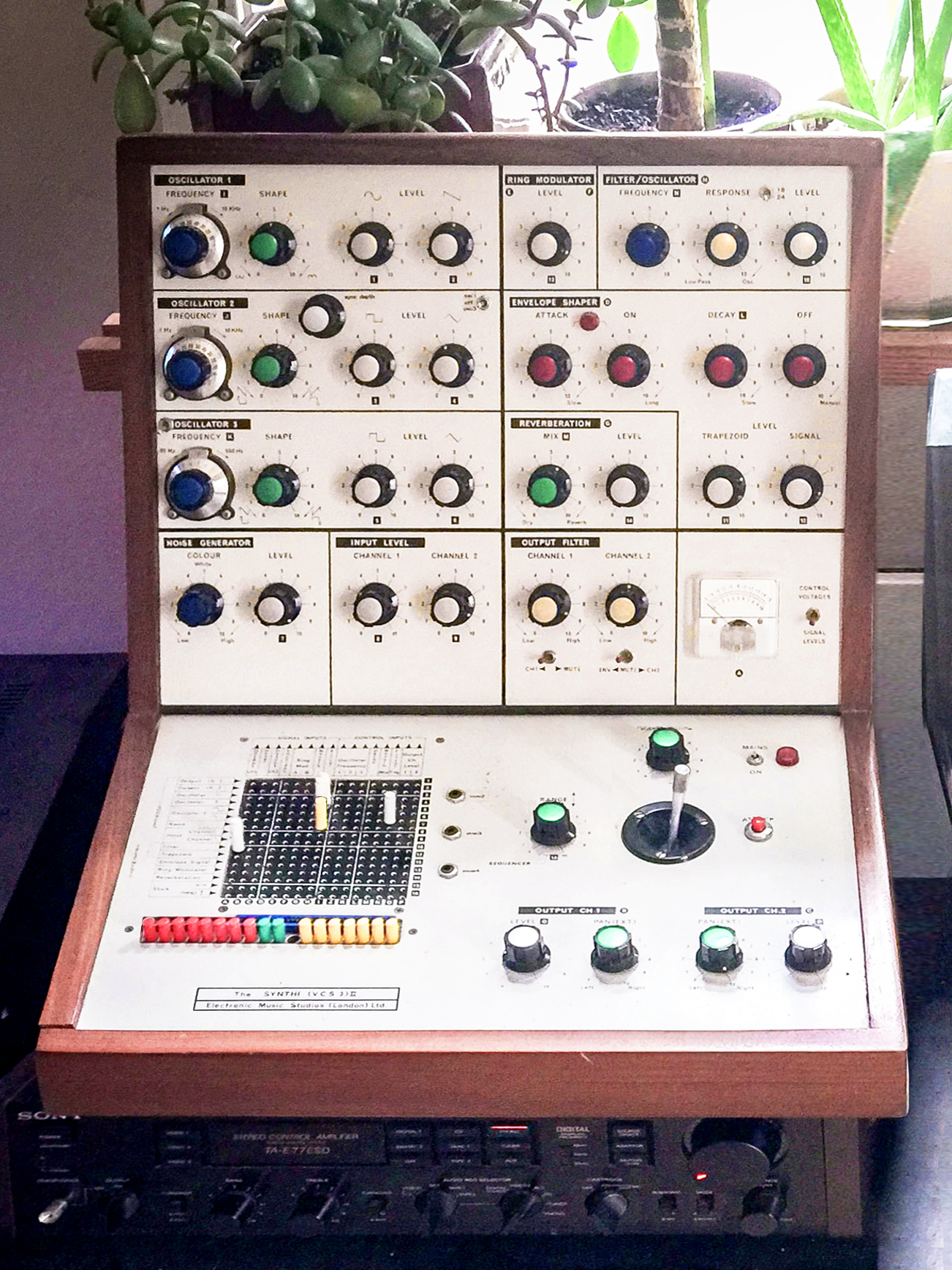
Vista frontal del Synthi (VCS 3) II

El primer sintetizador comercial de la compañía, el VCS 3, diseñado por David Cockerell, se presentó en 1969. Fue desarrollado en el sótano de la casa de Zinovieff y fue apodado "The Putney" por el suburbio de Londres donde vivía en ese momento.
El objetivo original de EMS era crear un sintetizador monofónico versátil que se vendiera por solo £ 100. Si bien esto resultó inalcanzable en la práctica, la compañía logró fabricar y vender el VCS3 por solo £ 330, menos que su competidor estadounidense más cercano, el Minimoog (que originalmente se vendía por 1495 dólares estadounidenses cuando se lanzó en 1970) y mucho más barato que los sistemas modulares de Moog que cuestan miles de dólares. EMS también lanzó el DK1, un controlador de teclado monofónico dinámico sensible a la velocidad para su uso con VCS3; Esto incluyó un VCO y VCA adicional y se vendió por £ 145. El DK1 fue apodado "The Cricklewood" después del suburbio de Londres, donde vivía Cockerell. EMS solía tener un departamento de I + D en una tienda de bricolaje en Cricklewood Lane, Cricklewood, Londres, por lo que podría haber influido en el nombre del teclado mecánico. No es muy conocido que los equipos electrónicos EMS fueron fabricados principalmente por otra empresa, "Hilton Electronics", con sede en Wareham, Dorset.

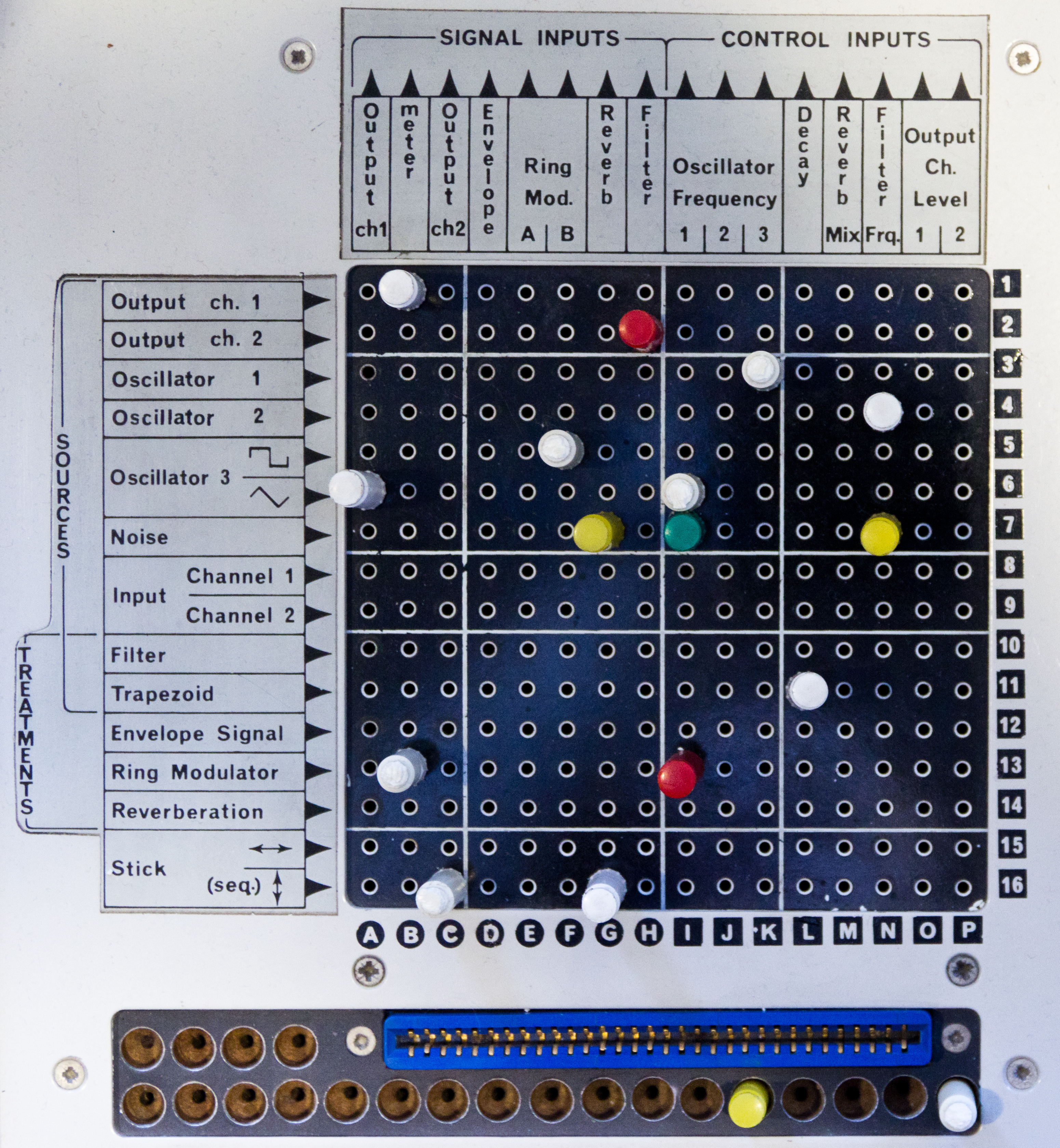
Tablero de conexiones de matriz en Synthi VCS 3 II

El VCS3 consistió en 3 osciladores controlados por voltaje (VCO), un generador de ruido , dos amplificadores de entrada, modulador de anillo, filtro bajo de paso de voltaje , generador de envoltura trapezoides , reverberación controlada por voltaje , medidor de nivel, dos amplificadores de salida, salida estéreo y un joystick que proporciona control de modulación 'X' e 'Y'.
Una característica de diseño distintiva del VCS3 (y los sistemas EMS posteriores) fue que, en lugar de usar cables de parche para enrutar el audio y las señales de control entre los módulos, Cockerell empleó un pequeño tapón de matriz (Pathboard) en el que el usuario pegó pines conductores especiales que conectaron un entrada (enumerada en el eje X de la matriz) a una salida (en el eje Y). Este tapón de matriz le dio al VCS3 un alto grado de interconectividad, comparable a los de sistemas modulares mucho más grandes, y mucho mayores que los síntesis pequeños similares como el Minimoog. También fue mucho más fácil de examinar que la maraña de cables de parche utilizados para interconectar otros sistemas modulares del día, como el sintetizador modular Moog y era muchas veces más pequeño que las engorrosas bahías de parche Moog, que usaban cables de cordón de chorro limitado con jacks de teléfono de 1/4 pulgadas.
Más tarde ese mismo año se construyó una versión para presentaciones en vivo, el VCS4, pero nunca se puso en producción. Constaba de dos VCS3 uno al lado del otro con un teclado, un mezclador y un procesamiento de señal en el frente, todo en un solo gabinete de madera. Aunque EMS perdió la pista del instrumento en 1983, sobrevivió en los Estados Unidos, hasta 2019, cuando el músico Simon Desorgher lo vendió al Goldsmiths College de los estudios de música electrónica de la Universidad de Londres.
El siguiente proyecto de la empresa, el Synthi KB1 (1970), diseñado por Cockerell, tampoco llegó a producirse. Presentaba los mismos módulos de síntesis que el VCS3, pero alojados en una caja horizontal, con un miniteclado controlador de 29 notas y dos pequeños parlantes integrados. Sólo se construyó un prototipo que posteriormente se vendió al grupo de rock progresivo Yes.

## Synthi 100

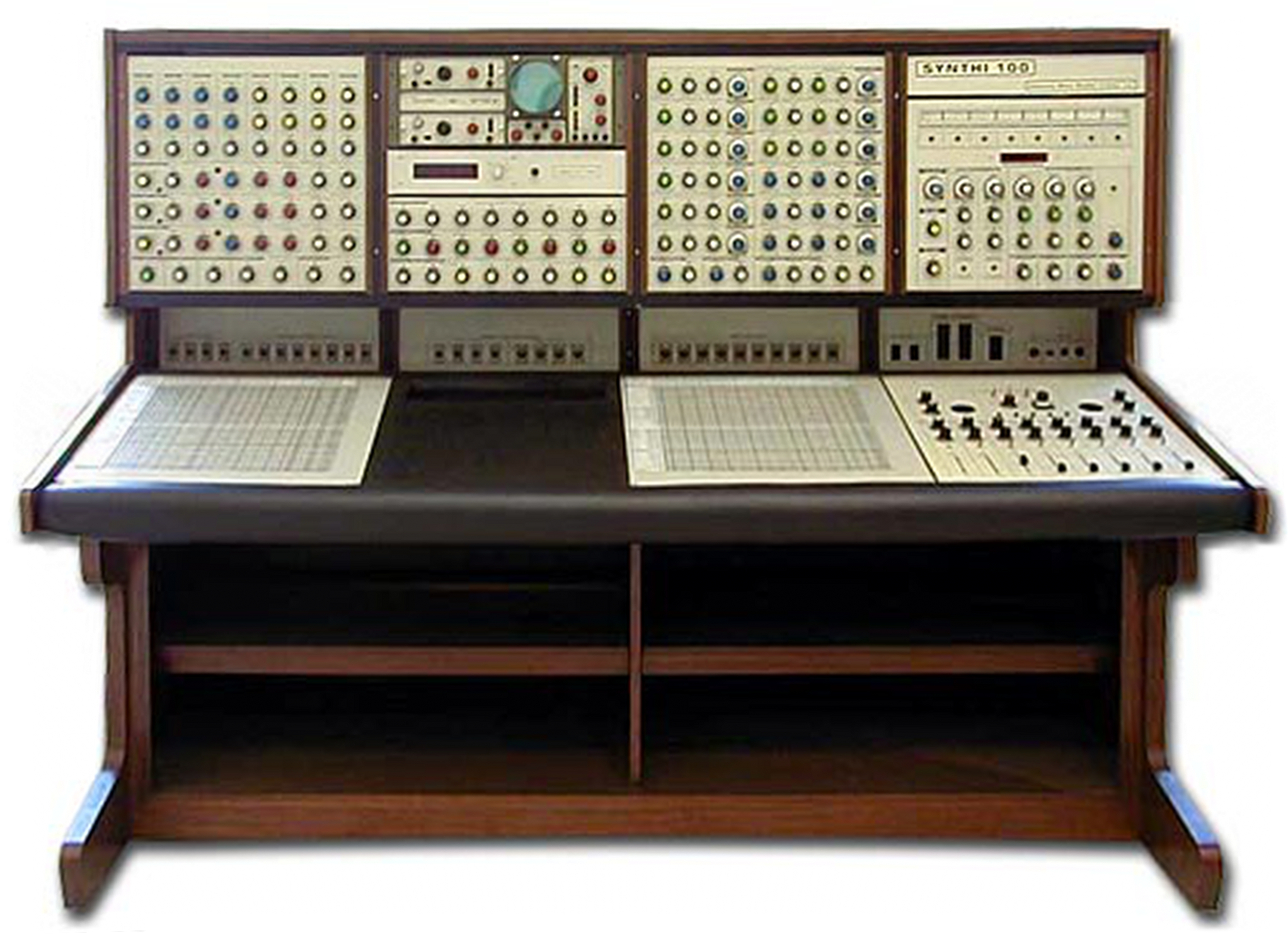
EMS Synthi 100

EMS entró en competencia directa con Moog en 1971 con el desarrollo de su primer sintetizador modular a gran escala, el " Synthi 100 ", que originalmente se vendía por £6.500. Esta unidad se conoció primero como "Digitana" y luego se denominó "The Delaware", en honor a Delaware Rd, Maida Vale, la ubicación del Taller Radiofónico de la BBC. Montado en un gabinete de consola independiente, el Synthi 100 fue el tercer nivel de desarrollo del VCS3 original, siendo en esencia 28 unidades VCS3 por número de placa de circuito. Estaba impulsado por doce VCO y ocho osciladores VCF. Presentaba un osciloscopio incorporado , dos patchbays de 60 x 60, dos controladores de joystick, dos controladores de teclado sensibles a la velocidad de cinco octavas y un evento de 10,000 relojes con salidas D/A de 6x6 bits. por ejemplo, secuenciador digital de 256 eventos duofónicos (512 eventos CV). EMS construyó unas 30 unidades, que gozaron de un amplio uso en la década de 1970 y más allá; un modelo se vendió al Taller Radiofónico de la BBC y se utilizó ampliamente en producciones de la BBC, incluidas Doctor Who , Blake's 7 y la versión radiofónica original de La guía del autoestopista galáctico. El módulo secuenciador del Synthi 100 también estuvo disponible como una unidad separada, el Synthi Sequencer 256, que se vendió originalmente por £1,100.

## Synthi A / Synthi AK / Synthi AKS
En 1971, EMS lanzó una versión portátil del VCS3, el EMS Synthi A, originalmente llamado "Portabella", un juego de palabras con Portobello Road de Londres. Integrada en un maletín compacto Spartanite, esta unidad era incluso más barata que el VCS3 original y se vendía por sólo £198. Al año siguiente, EMS lanzó una versión ampliada, el Synthi AKS, que se vendía por £420 y presentaba un secuenciador y un pequeño teclado integrado en la tapa. Las primeras 30 unidades AK presentaban un panel táctil negro y plateado, un selector de notas aleatorio giratorio y táctil y un teclado resistivo sensible al tacto; Estos teclados originales resultaron difíciles de usar, por lo que posteriormente fueron reemplazados por un teclado azul capacitivo sensible al tacto con secuenciador integrado, y se conoció como la versión KS.
El Synthi AKS resultó muy popular y las unidades AKS propiedad de Eno, Pink Floyd y Jean-Michel Jarre ocuparon un lugar destacado en la música de estos artistas a principios de la década de 1970; Una de las apariciones más conocidas de un AKS registrada es la canción "On the Run" de The Dark Side of the Moon (1973) de Pink Floyd, y se puede ver cómo fue utilizada por Roger Waters y David Gilmour durante la grabación del álbum en imágenes incluidas en el primer montaje del director de Live at Pompeii y en el episodio DSOTM de la serie documental de la BBC Classic Albums, respectivamente (Gilmour usó el suyo para demostrar la secuencia utilizada en la canción).

## En la música y los medios

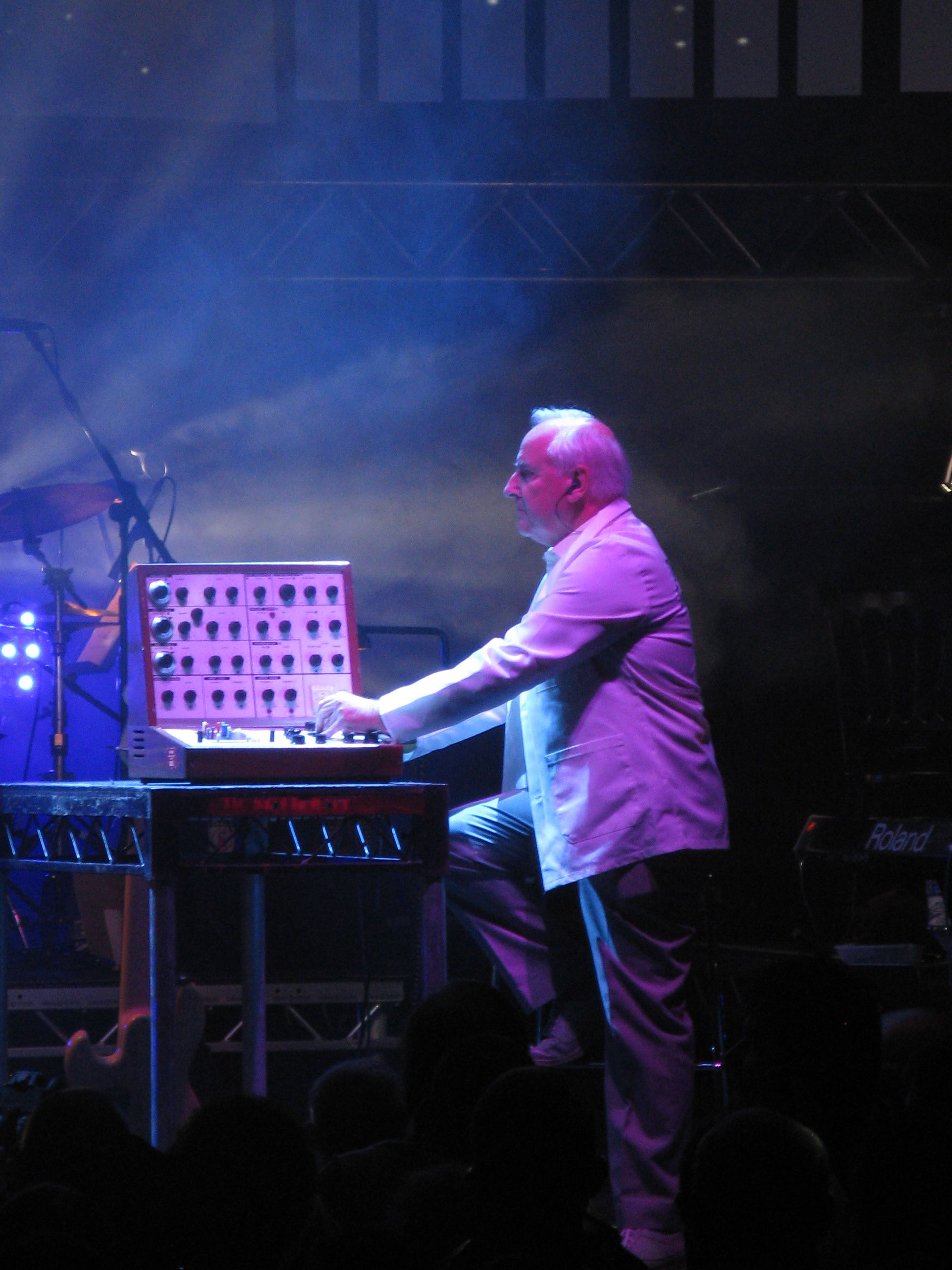
Dick Mills, Taller radiofónico de la BBC en Roundhouse

Los sintetizadores EMS y sus estudios de Londres fueron utilizados por muchos artistas destacados de rock y electrónica, incluidos Pink Floyd (Meddle, Obscured by Clouds, The Dark Side of the Moon, Wish You Were Here, Animals, The Wall), The Who (Won't Get Fooled Again), BBC Radiophonic Workshop , Brian Eno y Roxy Music, Tangerine Dream (todos los primeros álbumes ), Hawkwind, Tim Blake, Jean-Michel Jarre y Kraftwerk y David Vorhaus (White Noise 2). Como se señaló anteriormente, el Synthi 100 "Delaware", propiedad de Radiophonic Workshop, se utilizó ampliamente para las producciones de radio y televisión de la BBC en la década de 1970.
El procesador analógico multiefectos EMS Synthi Hi-Fli fue utilizado ampliamente por Tony TS Mcphee de The Groundhogs y se utilizó en el álbum SOLID en 1974. Existen imágenes de ellos en vivo en el Marquee Club de Londres y son claramente visibles en su escenario. Este metraje fue transmitido en The Old Grey Whistle Test en 1974.
A finales de 2010, Zinovieff puso a la venta su sintetizador Synthi A original (número de serie 4016). Este instrumento, que él cree que fue el que aparece en el anuncio de prensa "Cada picnic necesita un Synthi", fue completamente restaurado por Robin Wood en EMS.
 

El equipo EMS se puede ver en la película de terror británica de 1978 The Shout, protagonizada por Alan Bates, John Hurt y Susannah York, el equipo presentado incluye un Synthi Sequencer 256 , un Vocoder 2000 y un VCS3 , la película está disponible en DVD (Network 79527630). el equipo fue prestado a "The Rank Organization" por Dartington College en Devon, y el Synthi Sequencer 256 destacado se vendió recientemente en el sitio web VEMIA  "Subasta de instrumentos musicales electrónicos antiguos" en abril de 2011.

Diagrama del sistema EMS MUSYS 3 (1970)

## Cronología de productos principales
| Año  | Modelo                   | Detalles adicionales                                       |
| ---- | ------------------------ | ---------------------------------------------------------- |
| 1969 | EMS VCS 3                | También conocido como "The Putney"                         |
| 1971 | EMS Synthi A             |                                                            |
| 1971 | EMS Synthi AK            |                                                            |
| 1971 | EMS Synthi 100           | Anteriormente "Digitana", también conocida como "Delaware" |
| 1971 | EMS Synthi Sequencer 256 | Secuenciador digital                                       |
| 1972 | EMS Synthi AKS           |                                                            |
| 1973 | EMS Synthi Hi-Fli        | Multiefectos                                               |
| 1974 | EMS Spectron             | Sintetizador de vídeo, anteriormente "Spectre"             |
| 1975 | EMS Synthi E             |                                                            |
| 1975 | QUEG                     | Generador de efectos cuadrofónicos                         |
| 1976 | EMS 5000                 | Codificador de voz                                         |
| 1977 | EMS 2000                 | Codificador de voz                                         |
| 1978 | EMS PolySynthi           | Sintetizador polifónico                                    |
| 1978 | PolySequencer            | No producido                                               |

Listado completo de productos entre 1969 y 1979

## Otras lecturas
- Wikimedia Commons alberga una categoría multimedia sobre Electronic Music Studios (London).
- Trevor Pinch; Frank Trocco (2004). Analog Days. Harvard University Press, 2004, 368pp. ISBN 0-674-01617-3. (requiere registro). (Chapter 14 details EMS.)
- «All About EMS: Part 1». Sound on Sound (November 2000).
- «All About EMS: Part 2». Sound on Sound (December 2000). Archivado desde el original el 8 de septiembre de 2011.
- Mark Vail (2000). Vintage Synthesizers (2nd edición). Backbeat Books, 2000, 339pp. ISBN 978-0-87930-603-8. (Pages 110-114 British Modular Systems).
- Peter Forrest (1998). The A-Z of Analogue Synthesisers. Part One A-M (revised 2nd edición). Susurreal, Oct 1998, 320pp. ISBN 0-9524377-2-4. (Pages 111-126 EMS).